# François Lemarchand
François Lemarchand (Livarot, 2 novembre 1960) è un ex ciclista su strada francese, professionista dal 1985 al 1997. In carriera vinse il Tour de Vendée 1990 e prese parte 14 Grandi Giri e 16 Classiche monumento, portandole a termine tutte, senza mai un ritiro.

## Palmarès
- 1983 (dilettanti)

Classifica generale Trois Jours de Cherbourg
- 1984 (dilettanti)

Paris-Mantes
- 1988 (Fagor, una vittoria)

2ª tappa Route du Sud (Gaillac > Saint-Gaudens)
- 1989 (Z, una vittoria)

11ª tappa Kellogg's Tour (Lincon > Leicester)
- 1990 (Z, tre vittorie)

5ª tappa Grand Prix du Midi Libre (Ales > Nîmes)
2ª tappa Quatre Jours de Dunkerque (Dunkerque > Boulogne-sur-Mer)
Tour de Vendée 1990
- 1995 (Gan, una vittoria)

Bordeaux-Caudéran

### Altri successi
- 1990 (Z)

Grand Prix du Mans
Criterium di Lisieux
- 1995 (Gan)

Criterium di Bergerac
Trio Normand (con Eddy Seigneur e Thierry Gouvenou)
- 1996 (Gan)

Grand Prix Michel Lair
- 1997 (Gan)

Criterium di Riom

## Piazzamenti

### Grandi Giri
- Giro d'Italia

1990: 21º
1991: 49º
- Tour de France

1985: 81º
1986: 68º
1987: 75º
1989: 89º
1990: 104º
1991: 101º
1992: 104º
1993: 59º
1995: 92º
1996: 91º
- Vuelta a España

1985: 51º
1987: 40º

### Classiche monumento
- Milano-Sanremo

1985: 88º
1989: 107º
1990: 44º
1995: 88º
- Giro delle Fiandre

1990: 44º
1991: 45º
1992: 22º
1993: 60º
1996: 97º
1997: 55º
- Parigi-Roubaix

1990: 50º
1993: 60º
1994: 42º
1996: 34º
1997: 36º
- Liegi-Bastogne-Liegi

1992: 24º